# Procecidochares anthracina
Procecidochares anthracina es una especie de insecto del género Procecidochares de la familia Tephritidae del orden Diptera.
 Doane la describió en 1899.
Se encuentra en Norteamérica.